# Stanisław Michałowski (notariusz)
Stanisław Seweryn Michałowski (ur. 1878) – notariusz, burmistrz Czortkowa w okresie II Rzeczypospolitej.
Ukończył studia prawnicze. Pracował jako notariusz w okresie II Rzeczypospolitej przy Sądzie Okręgowym w Czortkowie.
W maju 1926 objął funkcję komisarza rządowego w Czortkowie, a później został burmistrzem Czortkowa i pełnił ten urząd do 1937.
Po wybuchu II wojny światowej, kampanii wrześniowej i agresji ZSRR na Polskę na terenach wschodnich II Rzeczypospolitej został aresztowany przez Sowietów.

## Ordery i odznaczenia
- Złoty Krzyż Zasługi (9 listopada 1931)[6]